# Альф (коммуна)
Альф (нем. Alf) — община в Германии, в земле Рейнланд-Пфальц.
Входит в состав района Кохем-Целль. Подчиняется управлению Целль (Мозель). Население составляет 884 человека (на 31 декабря 2010 года). Занимает площадь 6,33 км².